# Lago della Gherardesca
Il Lago della Gherardesca è un bacino lacustre che si estende in una zona umida del comune toscano di Capannori e si trova all'interno di un'area protetta istituita lungo le rotte di migrazione dell'avifauna, in cui vige il divieto di caccia. Sorge ai margini del padule e fa parte del Compitese, l'area geografica che comprende le frazioni sud-orientali di Capannori. È considerato l'ultimo residuo del ben più grande Lago di Bientina (40 km²), che venne bonificato nel XIX secolo.

## Storia
Il Lago di Bientina (anche chiamato Lago di Sesto dai lucchesi per la vicinanza con la Badia di San Salvatore di Sesto) ha da sempre rappresentato un serio problema idraulico per le popolazioni circostanti che nel corso dei secoli hanno tentato di arginare la minaccia, realizzando diversi canali di scolo. Frequenti e periodiche erano infatti le inondazioni delle campagne, che causavano danni al raccolto e alle strutture rurali. Oltretutto l'ambiente malsano creato dal ristagno dell'acqua palustre acuiva il propagarsi delle malattie. La svolta avvenne nel corso dell'Ottocento, anche grazie all'annessione del Ducato di Lucca al Granducato di Toscana. Gli studiosi dei due stati preunitari avevano già avviato collaborazioni per la risoluzione del problema idrico, ma l'unificazione del territorio in un unico ente politico accelerò il processo. Pochi decenni prima infatti l'architetto Lorenzo Nottolini aveva proposto un suo progetto, ma fu rifiutato dalle autorità di Firenze poiché la sua attuazione avrebbe giovato maggiormente alle terre di Lucca, facendo registrare invece scarso impatto sul granducato. Nel 1852 al termine dei dovuti studi e sopralluoghi, Leopoldo II di Toscana  approvò il progetto di bonifica agraria dell'ingegnere fiorentino Alessandro Manetti. I lavori ebbero inizio durante l'estate dell'anno seguente e si prolungarono fino al dicembre 1859. La bonifica fu possibile attraverso la costruzione di un’imponente opera di ingegneria idraulica denominata La Botte, vale a dire un corso d'acqua sotterraneo in grado di deviare il percorso del Canale Imperiale sotto l’alveo dell'Arno per poi sfociare infine in mare nei pressi di Livorno. In breve tempo le superfici bonificate divennero terreno ideale per l'agricoltura e la pastorizia. L'area della Gherardesca tuttavia risultava costantemente umida e difficile da prosciugare, veniva perciò mantenuta asciutta tramite l'ausilio di pompe idrauliche. L'incuria e il malfunzionamento dei sistemi di drenaggio portarono nei primi anni 2000 a un cospicuo allagamento del bacino e alla formazione dell'attuale specchio d'acqua. Nel 2023 il comune di Capannori ha acquisito l'oasi naturale della Gherardesca, precedentemente gestita da privati. L'anno seguente l'amministrazione comunale indice un avviso per individuare i custodi del lago, ovvero le associazioni che congiuntamente all'ente pubblico principale si occuperanno del mantenimento e della salvaguardia del lago.

## Flora e fauna

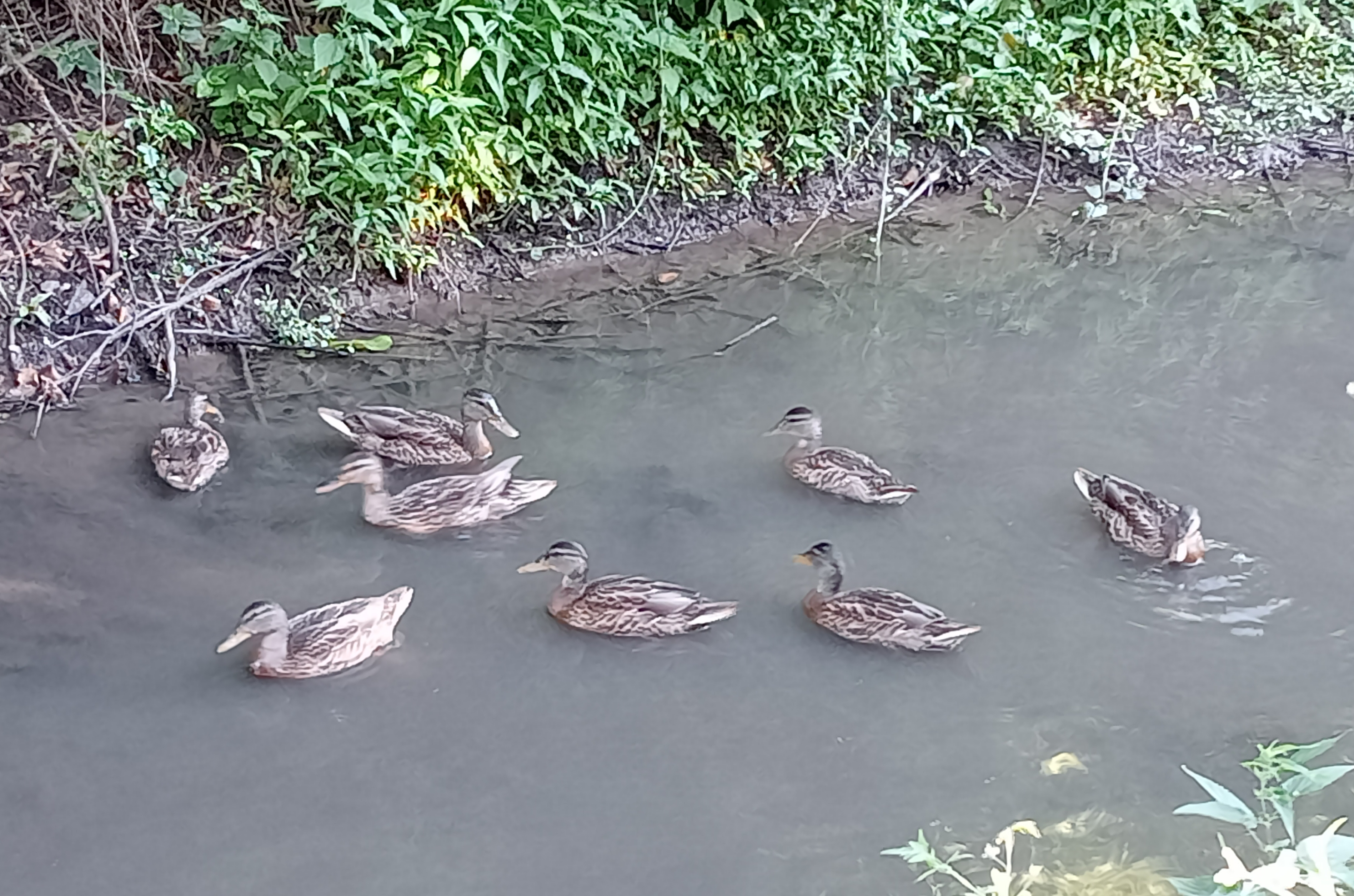
Anatre che nuotano in un fosso lungo le sponde del lago

L'area è circondata su tre lati da una vasta area paludosa che presenta diverse specie vegetali lacustri, lungo il perimetro sono dislocati soprattutto esemplari di salice e cipresso, mentre il lato meridionale ospita un bosco di cerri. Il bacino lacustre è inoltre molto apprezzato da numerose specie acquatiche e dagli uccelli migratori, tantoché è spesso frequentato dagli amanti del birdwatching. Difatti in questa zona umida l'acqua è riuscita a sviluppare l'ambiente perfetto per i tanti uccelli acquatici che qui svernano durante l'inverno e che giungono puntuali ogni anno con l'arrivo della primavera. Tra le specie volatili più diffuse ci sono l'anatra e il germano reale, oltre allo svasso e alla folaga. Dall'imbrunire fino all'alba il Lago della Gherardesca spesso ospita specie quali airone (in particolare bubulcus ibis), garzetta e cormorano. La moltitudine di specie ivi presenti ha indotto le autorità della regione Toscana a considerare l'area di Bonifica della Gherardesca come zona di protezione speciale, con lo scopo di salvaguardarne la biodiversità.

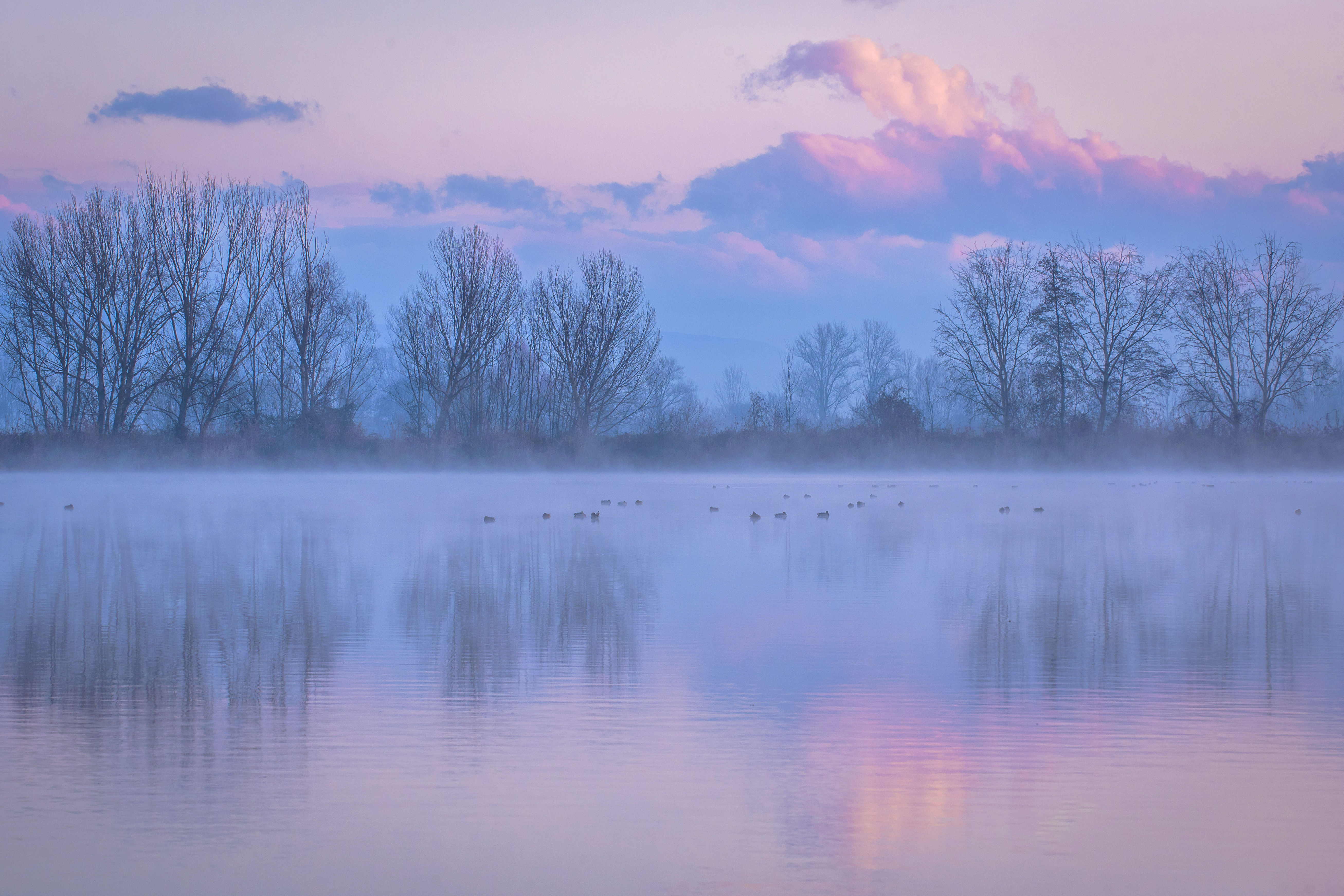
Lago della Gherardesca durante l'alba

## Trekking
Come già detto il Lago della Gherardesca è molto in voga tra i praticanti del birdwatching, ma le sue sponde e aree limitrofe risultano in aggiunta uno dei luoghi più suggestivi per la pratica dell'escursionismo nella Piana lucchese. Immerso nel verde della natura è l'ideale per ogni tipo di escursionista in quanto gli evidenti sentieri e la loro planimetria pianeggiante consentono a chiunque di percorrerlo in sicurezza. Il lago è agilmente raggiungibile a piedi partendo dai paesi limitrofi del Compitese, proseguendo su lunghe e dritte carrarecce che si intersecano tra campi coltivati e torrenti, tra cui il Canale Ozzeri-Rogio, emissario del Serchio. Percorrendo i sentieri intorno al lago è possibile imbattersi in una lapide in pietra, la quale segnala il sito in cui durante la Seconda guerra mondiale era ubicato un campo di concentramento. Oggi la struttura non è visibile in quanto completamente smantellata, ma la lapide presente continua a fare da monito.